# Montivipera latifii
Pour les articles homonymes, voir Latifi.
Espèce
Synonymes
- Vipera latifii Mertens, Darevsky & Klemmer, 1967

Statut de conservation UICN

 EN B2ab(v); C2a(ii) : En danger
Montivipera latifii est une espèce de serpents de la famille des Viperidae.

## Répartition
Cette espèce est endémique d'Iran. Elle se rencontre dans l'Elbourz.

## Description
C'est un serpent venimeux et ovovivipare.

## Étymologie
Son nom d'espèce lui a été donné en l'honneur du Dr. Mahmoud Latifi (1930-2006) qui a collecté l'holotype.

## Publication originale
- Mertens, Darevsky & Klemmer, 1967 : Vipera latifii, eine neue Giftschlange aus dem Iran. Senckenbergiana Biologica, vol. 48, p. 161-168.